# Douglas Rasmussen
Douglas B. Rasmussen, född 1948, är en amerikansk neoaristotelisk filosof och professor i filosofi vid St. John's University. 
Rasmussens ansats är att gifta ihop liberalismen med den klassiska aristoteliska etiken - som bygger på individens blomstring (eudaimoni) i motsats till den moderna etiken som främst handlar om mellanmänskliga relationer. Rasmussens tes är att det goda bara kan uppstå genom egenstyrning hos individen, genom handlingar initierade av individen själv. Det goda är, menar han, oundvikligen individuellt, även om det objektivt går att definiera dygder som är goda, som ärlighet och mod, eller goda saker som hälsa och vänskap, kan ingen universell princip berätta för individen hur det skall vägas samman i hennes liv. Därmed hamnar han i motsättning till samtida liberaler som Nozick och Rawls och klassikeer som Hume och Mill som ställer en universell princip (rättvisa) som grund för sina argumentation. De flesta av sina verk har han skrivit tillsammans med den amerikanska filosofen Douglas J. Den Uyl.

## Verk i urval
Norms Of Liberty: A Perfectionist Basis For Non-Perfectionist Politics, Pennsylvania State University Press (October 2005), ISBN 0-271-02700-2*
Liberty and Nature: An Aristotelian Defense of Liberal Order, OPEN COURT PUBLISHING COMPANY 1991, ISBN 0-8126-9120-2*
- Tillsammans med Douglas J. Den Uyl.